# Szupki
Szupki – część wsi Pniówno w Polsce położona w województwie lubelskim, w powiecie chełmskim, w gminie Wierzbica.
W latach 1975–1998 Szupki położona były w województwie chełmskim.